# Gianni Bruno
Gianni Bruno ur. 19 sierpnia 1991 roku w Rocourt) – belgijski piłkarz występujący na pozycji napastnika. Od 2021 jest zawodnikiem KAA Gent.

## Kariera klubowa
Bruno jest wychowankiem klubu z Lille OSC i w pierwszym zespole grał od 2011 do 2014 roku. 8 lipca 2013 roku, przeszedł na zasadzie wypożyczenia do SC Bastia.
30 lipca 2014 roku podpisał  kontrakt z pierwszoligowym Evian TG. W sezonie 2014/2015 był wypożyczony do FC Lorient, a w 2016 wypożyczono go do Krylji Sowietow Samara. W latach 2017–2019 grał w Cercle Brugge, a w latach 2019-2021 w SV Zulte Waregem. W 2021 przeszedł do KAA Gent.
| Sezon   | Klub                   | Kraj    | Rozgrywki       | Mecze | Bramki | Rozgrywki Europy   | Mecze | Bramki |
| ------- | ---------------------- | ------- | --------------- | ----- | ------ | ------------------ | ----- | ------ |
| 2011/12 | Lille OSC              | Francja | Ligue 1         | 10    | 1      | Liga Mistrzów UEFA | 2     | 0      |
| 2012/13 | Lille OSC              | Francja | Ligue 1         | 13    | 0      | Liga Mistrzów UEFA | 2     | 1      |
| 2013/14 | SC Bastia (wyp.)       | Francja | Ligue 1         | 31    | 8      | -                  | -     | -      |
| 2014/15 | Evian TG               | Francja | Ligue 1         | 17    | 1      | -                  | -     | -      |
| 2014/15 | FC Lorient             | Francja | Ligue 1         | 12    | 1      | -                  | -     | -      |
| 2015/16 | Evian TG               | Francja | Ligue 2         | 21    | 4      | -                  | -     | -      |
| 2015/16 | Krylja Sowietow Samara | Rosja   | Priemjer-Liga   | 11    | 2      | -                  | -     | -      |
| 2016/17 | Krylja Sowietow Samara | Rosja   | Priemjer-Liga   | 17    | 5      | -                  | -     | -      |
| 2017/18 | Cercle Brugge          | Belgia  | Eerste klasse B | 12    | 3      | -                  | -     | -      |
| 2018/19 | Cercle Brugge          | Belgia  | Eerste klasse A | 34    | 13     | -                  | -     | -      |
| 2019/20 | SV Zulte Waregem       | Belgia  | Eerste klasse A | 27    | 9      | -                  | -     | -      |
| 2020/21 | SV Zulte Waregem       | Belgia  | Eerste klasse A | 34    | 20     | -                  | -     | -      |

Stan na: koniec sezonu 2020/2021